# 綠蓑鳩
綠蓑鳩（英語：Caloenas nicobarica），又稱為綠蓑鴿、尼柯巴鳩，為分布於安達曼-尼科巴群島、印度沿岸、馬來群島、索羅門群島、帛琉上的鳩鴿科鳥類。為蓑鳩屬下唯一的現存種，已滅絕的近親包括渡渡鳥以及羅德里格斯渡渡鳥。

## 描述

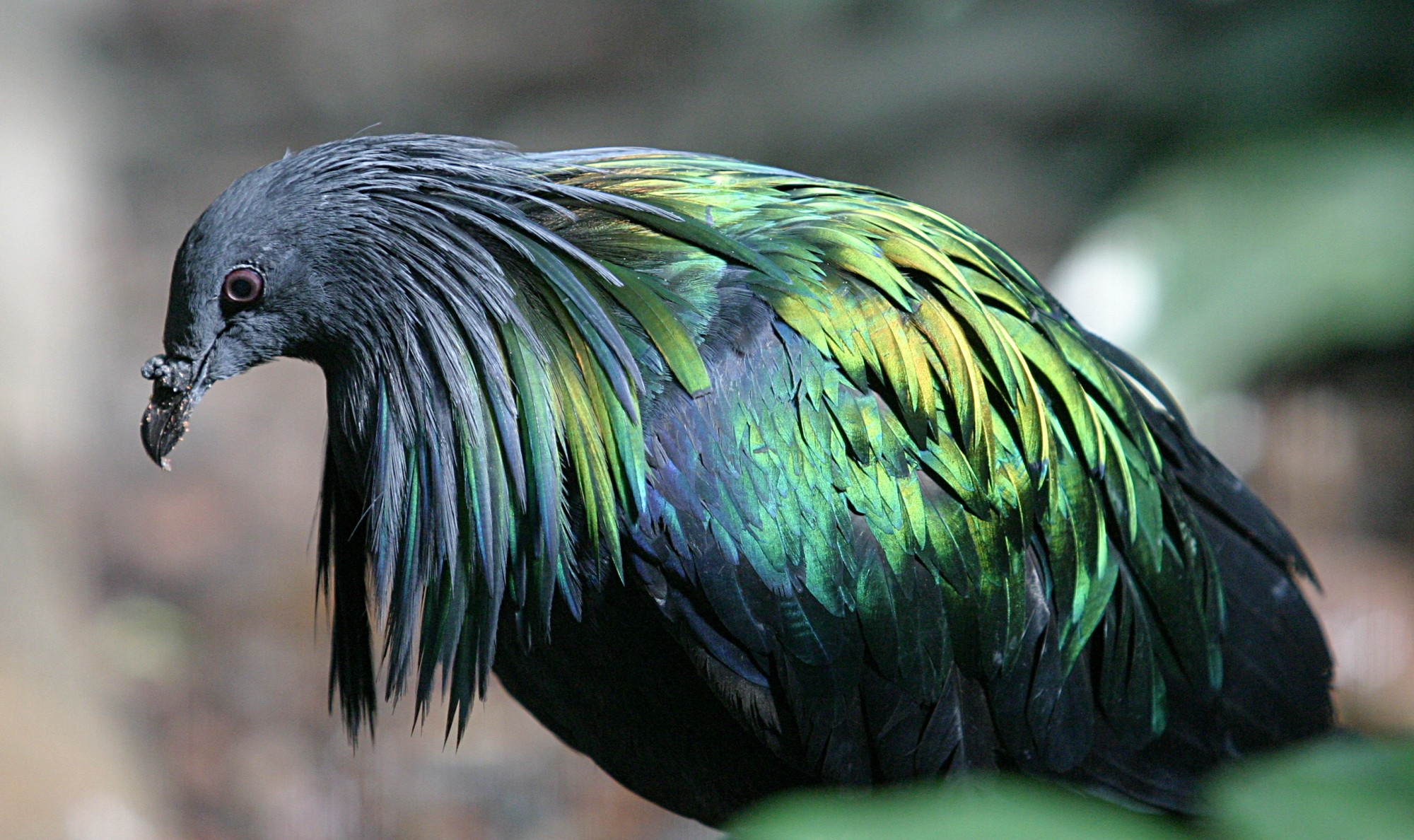
密爾沃基縣動物園的綠蓑鳩

綠蓑鳩為大型鳩鴿，體長可達 40 cm（16英寸），頭部及上頸部為灰色，身體為青銅綠色，尾部短，呈白色，暗色喙上蠟膜有癤，粗壯的腿為暗紅色，虹膜為黑色。
雌鳥體型略小於雄鳥，身體下部偏褐色。亞成鳥尾部為黑色，缺乏彩虹色的羽毛。在各分布地區的綠簑鳩族群幾乎沒有外型差異，僅有帛琉亞種 C. n. pelewensis 擁有較短的頸部簑羽。

## 行為與生態

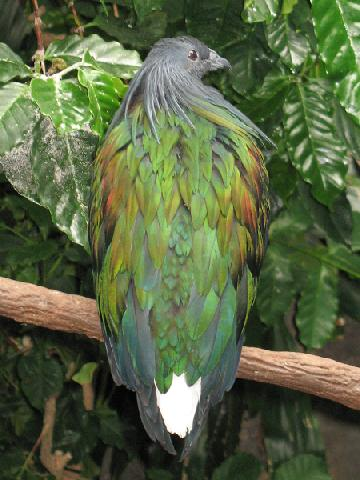
白色尾羽為成年綠蓑鳩最為顯著的特徵，即使在光線不足的遠處依然能輕易辨認

綠蓑鳩的繁殖分佈包括印度的安達曼-尼科巴群島、缅甸的丹老群島、泰國西南方離島、馬來西亞半島地區、南柬埔寨、越南、以及位於蘇門答臘、菲律賓與索羅門群島之間的諸多小島。在帛琉，綠蓑鳩具有特有亞種 C. n. pelewensis。
綠蓑鳩在島嶼及島嶼間成群飛行，晚上多半會在離岸缺乏掠食者的小島上休憩，白天則飛往食物較豐富的島嶼覓食，包括有人類棲居的地區。主要的食物來源包括種子、水果及嫩芽，也會聚集到有種植穀物的區域；綠蓑鳩也會透過胃石來協助消化這些食物。綠蓑鳩的飛行模式與其他鳩鴿類似，不過群體飛行時多半呈多列或一路縱隊。綠蓑鳩顯眼的白色尾羽在飛行時可以發揮類似尾燈的效果，讓其他綠蓑鳩在凌晨或黃昏的時刻依然能夠追尋其他個體。綠蓑鳩的亞成鳥與幼鳥個體缺乏白色尾羽，對於成年的綠蓑鳩來說，這樣的特徵可以協助牠們將這些未成年個體從潛在的繁殖對象、繁殖競爭者、鳥群的領頭排除。
綠蓑鳩會大群聚集在離島上的密林中繁殖，並利用樹枝在樹上築巢。雌鳥會在巢中產下 1~2 枚橢圓形、略帶藍色的卵。
2017 年，部分綠蓑鳩個體在西澳大利亞州金伯利地區被目擊，並在靠近布魯姆的單臂角地區捕捉到亞成鳥個體。這是第一次記錄到綠蓑鳩在澳洲大陸出沒。